# Liste der Kulturdenkmale in Tiefurt
Diese Liste enthält die Kulturdenkmale in Tiefurt, einem Ortsteil von Weimar.

## Legende
- Bild: zeigt ein Bild des Kulturdenkmals und gegebenenfalls einen Link zu weiteren Fotos des Kulturdenkmals im Medienarchiv Wikimedia Commons
- Bezeichnung: Name, Bezeichnung oder die Art des Kulturdenkmals
- Lage: Wenn vorhanden Straßenname und Hausnummer des Kulturdenkmals; Grundsortierung der Liste erfolgt nach dieser Adresse. Der Link Karte führt zu verschiedenen Kartendarstellungen und nennt die Koordinaten des Kulturdenkmals.
 Kartenansicht, um Koordinaten zu setzen – in dieser Kartenansicht sind Kulturdenkmale ohne Koordinaten mit einem roten bzw. orangen Marker dargestellt und können in der Karte gesetzt werden. Kulturdenkmale ohne Bild sind mit einem blauen bzw. roten Marker gekennzeichnet, Kulturdenkmale mit Bild mit einem grünen bzw. orangen Marker.
- Datierung: gibt das Jahr der Fertigstellung beziehungsweise das Datum der Erstnennung oder den Zeitraum der Errichtung an
- Beschreibung: bauliche und geschichtliche Einzelheiten des Kulturdenkmals, vorzugsweise die Denkmaleigenschaften
- ID: Die ID identifiziert das Kulturdenkmal eindeutig. In Thüringen sind aktuell keine IDs veröffentlicht. In der ID-Spalte kann sich auch folgendes Icon  befinden, dies führt zu Angaben zu diesem Kulturdenkmal bei Wikidata.

## Denkmallisten

### Denkmalensemble Ortskern Tiefurt
bauliche Gesamtanlage § 2 Abs. 3 ThDSchG; Geltungsgbereich: An der Kirche gesamt, Hauptstraße gesamt, Langer Weg 2, 4, 6

| Bild                           | Bezeichnung | Lage                           | Datierung | Beschreibung         | ID |
| ------------------------------ | ----------- | ------------------------------ | --------- | -------------------- | -- |
| weitere Bilder Fotos hochladen |             | Tiefurt, An der Kirche (Karte) |           | An der Kirche gesamt |    |
| BW                             |             | Tiefurt, Hauptstraße (Karte)   |           | Hauptstraße gesamt   |    |
| BW                             |             | Tiefurt, Langer Weg 2 (Karte)  |           |                      |    |
| BW                             |             | Tiefurt, Langer Weg 4 (Karte)  |           |                      |    |
| BW                             |             | Tiefurt, Langer Weg 6 (Karte)  |           |                      |    |

### Denkmalensemble Schloss und Park Tiefurt
Sachgesamtheit nach § 2 Abs. 1 ThDSchG; Geltungsbereich: innerhalb Robert-Blum-Straße – Denstedter Straße – nördlicher Geländekante – Ortslage Tiefurt
Schloss und Schlosspark mit Musentempel, Teehäuschen, Holzbrücke, Virgilgrab, Schauplatz des Singspiels „Die Fischerin“ (Anlegestelle an der Ilm), Sonnenuhr beim Schloss sowie den Gedenksteinen bzw. Kleinplastiken: Herderstein, Mozartdenkmal, Wielands Lieblingsplatz, Gedenkstein für Prinz Leopold, Kenotaph für Prinz Constantin, Gedenkplatz „Amor als Nachtigallenfütterer“, Stein mit Inschrift

| Bild                           | Bezeichnung             | Lage    | Datierung | Beschreibung                                                                     | ID |
| ------------------------------ | ----------------------- | ------- | --------- | -------------------------------------------------------------------------------- | -- |
| weitere Bilder Fotos hochladen | Schloss und Schlosspark | (Karte) |           | Schloss und Schlosspark                                                          |    |
| weitere Bilder Fotos hochladen | Tempel                  | (Karte) |           | Musentempel                                                                      |    |
| weitere Bilder Fotos hochladen | Teehäuschen             | (Karte) |           | Teehäuschen                                                                      |    |
| Fotos hochladen                | Brücke                  | (Karte) |           | Holzbrücke                                                                       |    |
| BW                             | Grab                    | (Karte) | 1776      | Vergilgrab                                                                       |    |
| Fotos hochladen                | Schauplatz              | (Karte) |           | Schauplatz des Singspiels „Die Fischerin“ (Anlegestelle an der Ilm)              |    |
| Fotos hochladen                | Sonnenuhr               | (Karte) |           | Sonnenuhr im Schlosspark Tiefurt                                                 |    |
| Fotos hochladen                | Gedenkstein             | (Karte) |           | Herderstein                                                                      |    |
| weitere Bilder Fotos hochladen | Statue                  | (Karte) | 1799      | Mozartdenkmal                                                                    |    |
| Fotos hochladen                | Wielands Lieblingsplatz | (Karte) |           | Büste des Christoph Martin Wieland von Johann Gottfried Schadow, Tisch und Bänke |    |
| Fotos hochladen                | Gedenkstein             | (Karte) |           | Gedenkstein für Prinz Leopold von Braunschweig-Wolfenbüttel (Weimar)             |    |
| Fotos hochladen                | Kenotaph                | (Karte) |           | Kenotaph für Prinz Constantin                                                    |    |
| Fotos hochladen                | Gedenkplatz             | (Karte) |           | Gedenkplatz „Amor als Nachtigallenfütterer“                                      |    |
| Fotos hochladen                | Stein                   | (Karte) |           | Stein mit Inschrift                                                              |    |

### Einzeldenkmale in Tiefurt
| Bild                                    | Bezeichnung      | Lage                         | Datierung | Beschreibung                                                                       | ID    |
| --------------------------------------- | ---------------- | ---------------------------- | --------- | ---------------------------------------------------------------------------------- | ----- |
| weitere Bilder Fotos hochladen          | Kirche           | An der Kirche (Karte)        |           | Kirche St. Christopherus mit Ausstattung und Friedhof mit historischen Grabsteinen |       |
| weitere Bilder Fotos hochladen          | ehemalige Fabrik | Hauptstraße 19 / 19a (Karte) |           | ehem. Kartonagenfabrik mit Trockenschuppen                                         |       |
| Fotos hochladen                         | Steinkreuz       | Hauptstraße (Karte)          |           | Steinkreuz                                                                         |       |
| weitere Bilder Fotos hochladen          | Brücke           | Robert-Blum-Straße (Karte)   | 1887      | steinerne Zweibogenbrücke über die Ilm                                             | [ 1 ] |
| Direkt Bild zu diesem Denkmal hochladen | Steinkreuz       | Außenbereich: Am Kreuzchen   |           | Steinkreuz                                                                         |       |